# Phil Selway
Philip James (Phil) Selway (Abingdon, 23 mei 1967) is de Britse drummer van de band Radiohead.
Hij ging naar dezelfde school (Abingdon Boys School) als de andere Radiohead-leden: frontman Thom Yorke, gitaristen Ed O'Brien en Jonny Greenwood, en bassist Colin Greenwood. Hij kwam bij de band toen hun primitieve drumcomputer het begaf.
Selway studeerde Engels en geschiedenis aan de Liverpool Polytechnic. Voor het grote succes van Radiohead heeft hij Engelse les gegeven. Hij heeft ook nog gedrumd bij enkele andere groepen tijdens hun tournee. Selway is getrouwd en heeft drie zonen, aan wie respectievelijk Kid A, Amnesiac, en Hail to the Thief zijn opgedragen. In tegenstelling tot veel drummers van rockgroepen heeft Selway wel invloed op de muziek die wordt geschreven. Zo kiest hij bijvoorbeeld welke opname van een liedje het album haalt.

## Solocarrière
Sinds 2010 werkt Selway aan zijn soloalbum getiteld Familial. De eerste track van het album kon vanaf juli 2010 worden gedownload op de website van Selway. Alhoewel hij met dit soloalbum een andere weg in lijkt te hebben willen slaan, zijn de Radiohead-invloeden duidelijk te horen.

## Overige projecten buiten Radiohead
Naast drummer van Radiohead speelt hij samen met zijn Radioheadcollega Jonny Greenwood ook nog in het bandje The Weird Sisters, een band in de film Harry Potter and the Goblet of Fire. Selway speelde ook samen met de band Dive Dive in maart 2005. Hij is ook actief in de vereniging The Samaritans, die aan zelfmoordpreventie doet.

## Discografie
- 2010 - Familial